# Сарафьян, Ричард
Ричард Каспар Сарафьян (англ. Richard Caspar Sarafian) — американский кинорежиссёр и актёр.

## Биография
Сарафьян родился 28 апреля 1930 года в Нью-Йорке в семье армянских иммигрантов. Он учился в Нью-Йоркском университете, но по собственным воспоминаниям, не был прилежным студентом, предпочитал учёбе попойки. Во время учёбы окончил сценарные и режиссёрские курсы. Во время Корейской войны Сарафьян был военным корреспондентом.
В те годы Сарафьян познакомился в Канзас-Сити, штат Миссури, с будущим голливудским режиссёром Робертом Олтменом, который стал его другом. Вместе они работали над документальными фильмами, на сцене местного театра Олтмен поставил спектакль, а Сарафьян в нём играл. На сестре своего товарища, Хелен Джоан Олтмен, Ричард вскоре женился.
В начале 1960-х годов Сарафьян работал помощником Олтмена в телевизионных постановках, вскоре самостоятельно занялся режиссурой. Одной из первых известных его телевизионных работ был эпизод «Живая кукла» сериала «Сумеречная зона», рассказывающий жуткую историю демонической говорящей куклы. Этот эпизод, вышедший на экраны в 1963 году, ещё несколько десятилетий пугал американских детей. Также в 1960-х Сарафьян работал над сериалами «Большая долина», «Я — шпион», «Дикий, дикий Вест», «Мэверик», «Дымок из ствола», «Бэтмен» и другими.
В 1965 году Сарафьян снял свой первый полнометражный фильм — «Энди». За ним последовали картины «Беги свободно», «Фрагмент страха», «Человек диких прерий» и другие. Но самой известной работой режиссёра стал культовый фильм 1971 года «Исчезающая точка», дорожное кино с Барри Ньюманом в главной роли. В титрах к своему фильму «Доказательство смерти» Квентин Тарантино оставил специальную благодарность Сарафьяну, отметив влияние «Исчезающей точки».
Последний свой фильм «Солнечный кризис» Сарафьян снял в 1990 году под псевдонимом Алан Смити, после этого работал в кино как актёр. Поклонником творчества Сарафьяна был актёр и режиссёр Уоррен Битти, который нашёл для Ричарда роли в своих картинах «Багси» и «Булворт».
Ричард Сарафьян скончался от пневмонии 18 сентября 2013 года в Санта-Монике, штат Калифорния.

## Семья
Ричард Сарафьян был женат на Хелен Джоан Олтмен. Они однажды развелись, но позже вновь поженились и прожили вместе до её смерти в 2011 году. У них было пятеро детей: сыновья Деран, Деймон, Ричард-младший и Теди, дочь Кэтрин. Все дети Сарафьяна пошли по стопам отца и стали работать в кино.

## Фильмография

### Актёр
| Год       | Название                  | Роль                  | Примечание                   |
| --------- | ------------------------- | --------------------- | ---------------------------- |
| 1956      | Волшебная связь           |                       | Короткометражный             |
| 1976      | Следующий человек         | Григорий Зольников    | Также режиссёр и сценарист   |
| 1984      | Автор песен               | Родео Рокки           |                              |
| 1985–1986 | Площадь Фоули             | Спиро Пападополис     | ТВ-сериал                    |
| 1986      | Время давно прошло        | Омар                  | Телефильм                    |
| 1986      | Свобода                   | Филберт Эванс         | Телефильм, также режиссёр    |
| 1986      | Чужие                     | Капитан Дж. Дж. Уэллс | Озвучка                      |
| 1987      | Уличная справедливость    | Таксист               | Также режиссёр               |
| 1989      | Умник                     |                       | «Le Lacrime D'Amore: Part 2» |
| 1989      | Умереть за него           | Бармен                |                              |
| 1990      | Секретный агент Макгайвер | Каспар Касабян        | «Bitter Harvest»             |
| 1991      | Багси                     | Джек Драгна           |                              |
| 1992      | Руби                      | Проби                 |                              |
| 1993      | Секс, любовь и наличка    | Абэ                   | Телефильм                    |
| 1994      | Стрелок                   | Шеф Чавез             |                              |
| 1994      | Цветок у дороги           | Водитель грузовика    |                              |
| 1995      | Дон Жуан Де Марко         | Детектив Сай Тобиас   |                              |
| 1995      | Постовой на перекрёстке   | Санни Вентура         |                              |
| 1996      | Шум Маями                 | Генри Кронфельд       | Телефильм                    |
| 1996      | Готти                     | Пол Кастеллано        | Телефильм                    |
| 1996      | Связь                     | Джино Марцони         |                              |
| 1997      | Майкл Хейс                | Владелец ресторана    | Телесериал, «Retribution»    |
| 1998      | Булворт                   | Винни                 |                              |
| 1999      | Мгновение ока             | Эрлик                 |                              |
| 1999      | Бриллиантовый полицейский | Дядя Лу               |                              |
| 2000      | По кусочкам               | Пьяница               |                              |
| 2001      | Доктор Дулиттл 2          | Крёстный бобёр        | Озвучка                      |
| 2002      | Крутые парни              |                       |                              |
| 2003      | Шоу века                  | Президент             |                              |
| 2007      | Наматывание               | Зуб                   | Озвучка, короткометражный    |

### Режиссёр
| Год  | Название                               | Примечание                   |
| ---- | -------------------------------------- | ---------------------------- |
| 1962 | Ужас в чёрном водопаде                 | Также продюсер и сценарист   |
| 1965 | Энди                                   | Также продюсер и сценарист   |
| 1969 | Беги, малыш, беги!                     |                              |
| 1970 | Фрагмент страха                        |                              |
| 1971 | Исчезающая точка                       |                              |
| 1971 | Человек диких прерий                   |                              |
| 1973 | Лолли-Мадонна XXX                      |                              |
| 1973 | Человек, который любил танцующую кошку |                              |
| 1976 | Следующий человек                      | Также актёр и сценарист      |
| 1979 | Солнечный ожог                         |                              |
| 1981 | Гангстерские войны                     |                              |
| 1984 | Медведь                                |                              |
| 1986 | Глаз тигра                             |                              |
| 1987 | Уличная справедливость                 | Также актёр                  |
| 1990 | Солнечный кризис                       | Приписывается как Алан Смити |